# Federico Philippi

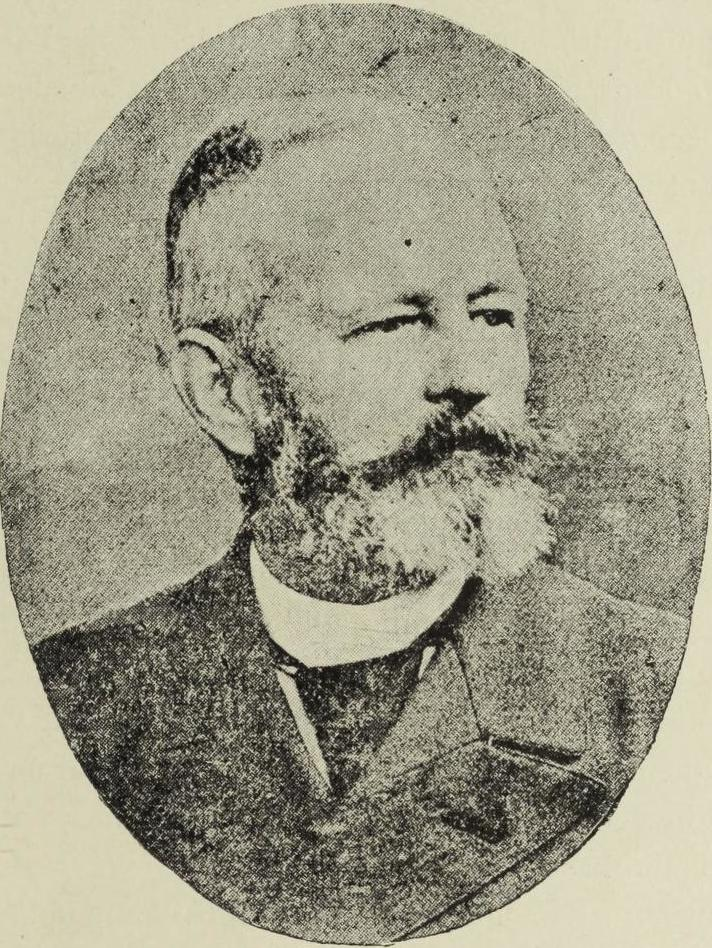
Federico Philippi (1908)

Federico Philippi, geboren als Friedrich Heinrich Eunom Philippi Krumwiede (* 16. Dezember 1838 in Neapel; † 16. Januar 1910 in Santiago de Chile) war ein deutsch-chilenischer Botaniker. Sein offizielles botanisches Autorenkürzel lautet „F.Phil.“

## Leben
Er war der Sohn von Rudolph Amandus Philippi, sammelte wie dieser Pflanzen in Chile und wurde dessen Nachfolger als Direktor des Nationalmuseums für Naturgeschichte und Leiter des Botanischen Gartens in Santiago de Chile, den sein Vater gründete. Philippi ging anfangs in Kassel zur Schule, wo sein Vater Professor war, und 1855 folgte die Familie dem Vater nach Chile. Er wuchs auf der Farm eines Onkels auf und begann früh ein Herbarium anzulegen. Ab 1860 begleitete er seinen Vater auf Expeditionen und unterstützte ihn in der Leitung des Museums. 1871 bis 1874 studierte er Botanik und Zoologie in Halle und wurde nach der Rückkehr Nachfolger seines Vaters als Professor für Botanik in Santiago. Er unterrichtete auch bis 1897 Zoologie am Institut für Landwirtschaft und bis 1906  Botanik an der Medizinischen Fakultät. Er arbeitete bis zu seinem Tod am Museum, wobei er 1906 nach einem großen Erdbeben in Chile unter Lebensgefahr half die Museumsbestände zu retten.
Er veröffentlichte viel mit seinem Vater und beschrieb 33 neue Pflanzenarten. 1911 erwarb das Nationalmuseum sein Herbarium.

## Ehrungen
Federico Philippi wurde 1885 zum Mitglied der Deutschen Akademie der Naturforscher Leopoldina gewählt.

## Schriften
- Catalogus plantarum vascularium Chilensium, Santiago de Chile 1881 Archive